# Jack Buckner
Pour les articles homonymes, voir Buckner.
Jack Buckner (né le 22 septembre 1961) est un ancien athlète britannique, qui a connu ses meilleurs résultats sur 5000 mètres. 

## Palmarès

### Championnats du monde d'athlétisme
- Championnats du monde d'athlétisme 1987 à Rome,  Italie
  -  Médaille de bronze sur 5000 m

### Championnats d'Europe d'athlétisme
- Championnats d'Europe d'athlétisme 1986 à Stuttgart,  Allemagne de l'Ouest
  -  Médaille d'or sur 5000 m